# Grumman F-9 Cougar
Chiếc Grumman F9F Cougar (được đổi tên thành F-9 Cougar theo Hệ thống định danh máy bay Thống nhất năm 1962) là một kiểu máy bay tiêm kích hoạt động trên tàu sân bay của Hải quân Hoa Kỳ. Dựa trên kiểu Grumman F9F Panther trước đây, Chiếc Cougar đã thay thế chiếc Panther kiểu cánh ngang bằng một thiết kế cánh xuôi hiện đại hơn. Hải quân Mỹ đã xem chiếc Cougar chỉ là một phiên bản nâng cấp của chiếc Panther (cho dù chấp nhận một cái tên chính thức mới) nên tên hiệu của chiếc Cougar được bắt đầu với F9F-6 và cao hơn.

## Thiết kế và phát triển
Chiếc nguyên mẫu, kiểu Panther được cải tiến, được nhanh chóng sản xuất và chiếc nguyên mẫu thứ nhất XF9F-6 bay chuyến bay đầu tiên vào ngày 20 tháng 9 năm 1951. Nó đã gây ngạc nhiên cho giới chức Hải quân (vốn đã rất ngần ngại áp dụng một kiểu thiết kế cánh xuôi để hoạt động trên tàu sân bay) rằng chiếc Cougar hoạt động dễ dàng hơn trên tàu sân bay so với chiếc Panther. Chiếc máy bay vẫn còn bay dưới tốc độ âm thanh, nhưng con số Mach đã được cải thiện đáng kể từ 0,79 lên 0,86 ở độ cao mặt biển và đến 0,895 ở độ cao 10.000 m (35.000 feet), cũng như cải thiện đáng kể tính năng bay. Không giống chiếc Panther, chiếc Cougar không bị chiếc Mikoyan-Gurevich MiG-15 Liên Xô vượt qua, nhưng chúng đã quá trễ để tham gia hoạt động trong Chiến tranh Triều Tiên.

## Lịch sử hoạt động
Phiên bản Cougar duy nhất có tham hoạt động chiến đấu lại là kiểu máy bay huấn luyện TF-9J; chúng được sử dụng trong vai trò chỉ huy trên không, hướng dẫn không kích các vị trí của đối phương tại Nam Việt Nam trong những năm 1966 và 1967. Kiểu F9F-8 được rút khỏi hoạt động của các đơn vị tiền phương vào năm 1958-1959, được thay thế bằng chiếc Vought F8U Crusader và Grumman F11F Tiger. Các đơn vị trừ bị tiếp tục sử dụng chúng cho đến giữa những năm 1960, nhưng phiên bản này không tham gia Chiến tranh Việt Nam.
Lực lượng quân đội nước ngoài duy nhất sử dụng chiếc F9F Cougar là Argentina, vốn cũng sử dụng những chiếc F9F Panther. Hai chiếc máy bay huấn luyện F9F-8T được sở hữu vào năm 1962, và phục vụ cho đến năm 1971. Hải quân Argentina, sau nhiều lần cố gắng thất bại, đã xoay xở để được giao hai khung máy bay do tận dụng một cơ hội "nhầm lẫn" quan liêu, nhưng phía Mỹ đã từ chối cung cấp phụ tùng thay thế trong những năm sau đó. Cougar trở thành máy bay phản lực đầu tiên vượt bức tường âm thanh tại Argentina.

## Các phiên bản
XF9F-6Chiếc nguyên mẫu F9F Cougar. Có ba chiếc được chế tạo.
F9F-6Phiên bản sản xuất đầu tiên, được giao từ giữa năm 1952 đến tháng 7 năm 1954. Trang bị bốn pháo M2 20 mm trước mũi và mang được hai bom 454 kg (1000 lb) hoặc thùng nhiên liệu vứt được 570 L (150 US gallon) dưới cánh. Đa số được trang bị ăn-ten dẫn đường UHF dưới mũi, một số có vòi tiếp nhiên liệu trên không. Được đặt lại tên là F-9F vào năm 1962. Có 646 chiếc được sản xuất.
F9F-6PPhiên bản trinh sát với máy ảnh trước mũi thay cho các khẩu pháo. Sau khi được rút khỏi hoạt động thường trực, nhiều chiếc được sử dụng làm mục tiêu không người lái để huấn luyện chiến đấu đặt tên là F9F-6K, hoặc là máy bay điều khiển mục tiêu giả đặt tên là F9F-6D. Hai kiểu này được đặt lại tên tương ứng là QF-9F và DF-9F vào năm 1962. Có 60 chiếc được sản xuất.
F9F-6PDTên đặt lại cho những chiếc F9F-6P cải biến thành máy bay điều khiển mục tiêu giả.
F9F-9K2Là phiên bản cải tiến các mục tiêu giả F9F-6K. Chúng được đặt lại tên là QF-9G vào năm 1962.
F9F-7Phiên bản Cougar sản xuất hàng loạt tiếp theo. Trang bị động cơ Allison J33 thay cho kiểu Pratt & Whitney J48, nhưng loại J33 lại tỏ ra kém mạnh mẽ và kém tin cậy hơn so với J48. Đa số được cải biến lại để trang bị động cơ J48, nên không thể phân biệt chúng với những chiếc F9F-6. Chúng được đặt lại tên là F-9H vào năm 1962. Có 168 chiếc được sản xuất.
F9F-8Là phiên bản máy bay tiêm kích cuối cùng. Thân được kéo dài thêm 200 mm (8 in), cánh được cải tiến có bề rộng và diện tích cánh lớn hơn nhằm cải thiện tính năng bay ở tốc độ thấp và góc tấn lớn cũng như thêm chỗ cho các thùng nhiên liệu. Chúng được giao từ tháng 4 năm 1954 đến tháng 3 năm 1957; đa số được trang bị vòi tiếp nhiên liệu trên không, và những chiếc được sản xuất đời sau có khả năng mang bốn tên lửa không-đối-không AIM-9 Sidewinder dưới cánh. Đa số những chiếc sản xuất đời đầu sau đó được cải biến theo cấu hình này. Một số chiếc được gắn thiết bị ném bom nguyên tử. Chúng được đặt lại tên là F-9J vào năm 1962. Có 601 chiếc được sản xuất.
YF9F-8BChiếc nguyên mẫu tiêm kích-tấn công một chỗ ngồi. Có một chiếc F9F-8 được cải biến thành YF9F-8B. Sau được đặt lại tên là YAF-9J.
F9F-8BPhiên bản F9F-8 được cải biến thành máy bay tiêm kích-tấn công một chỗ ngồi. Sau được đặt lại tên là AF-9J.
F9F-8PPhiên bản trinh sát hình ảnh, được giao hàng từ năm 1955 đến năm 1957. Chúng chỉ phục vụ một thời gian ngắn cho đến năm 1960, nhưng một số được giữ lại trong các phi đội trừ bị. Có 110 chiếc được sản xuất.

### Máy bay huấn luyện
F9F-8THải quân Mỹ sở hữu phiên bản huấn luyện hai chỗ ngồi này từ năm 1956 đến năm 1960. Chúng được sử dụng trong việc huấn luyện nâng cao, huấn luyện vũ khí và huấn luyện tàu sân bay, và phục vụ cho đến năm 1974. Chúng được trang bị một cặp pháo 20 mm và có thể mang đủ tải trọng bom hay tên lửa. Chúng được đặt lại tên là TF-9J vào năm 1962. Có 377 chiếc được sản xuất.
YF9F-8TTên gọi một chiếc F9F-8 được cải biến thành chiếc nguyên mẫu hai chỗ ngồi dùng trong việc phát triển phiên bản huấn luyện F9F-8T. Sau được đặt lại tên là YTF-9J.
NTF-9JTên gọi hai chiếc TF-9J được sử dụng trong các nhiệm vụ thử nghiệm đặc biệt.

## Các nước sử dụng
Argentina
- Hải quân Argentina

 Hoa Kỳ
- Hải quân Hoa Kỳ
- Thủy quân Lục chiến Hoa Kỳ

## Đặc điểm kỹ thuật (F9F Cougar)

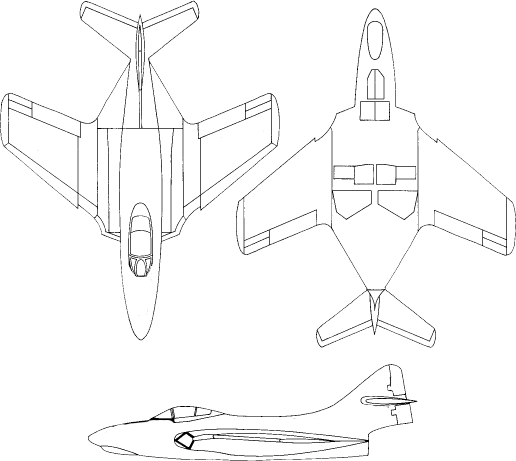
Grumman F-9 Cougar

### Đặc tính chung
- Đội bay: 01 người
- Chiều dài: 12,9 m (42 ft 2 in)
- Sải cánh: 10,5 m (34 ft 6 in)
- Chiều cao: 3,7 m (12 ft 3 in)
- Diện tích bề mặt cánh: 31,3 m² (337 ft²)
- Lực nâng của cánh: 298 kg/m² (61 lb/ft²)
- Trọng lượng không tải: 5.382 kg (11.866 lb)
- Trọng lượng có tải: 9.116 kg (20.098 lb)
- Trọng lượng cất cánh tối đa: 11.232 kg (24.763 lb)
- Động cơ: 1 x động cơ Pratt & Whitney J48-P-8A turbo phản lực, lực đẩy 8.500 lbf (38 kN) với phun nước

### Đặc tính bay
- Tốc độ lớn nhất: 1.041 km/h (647 mph)
- Tầm bay tối đa: 2.111 km (1.312 mi)
- Trần bay: 12.800 m (42.000 ft)
- Tốc độ lên cao: 29,2 m/s (5.750 ft/min)

### Vũ khí
- 4 x pháo M2 20 mm (0,787 in) 190 viên đạn mỗi khẩu
- 2 × bom 450 kg (1.000 lb)
- 6 × rocket 127 mm (5 in)
- 4 × tên lửa không-đối-không AIM-9 Sidewinder

## Nội dung liên quan

### Máy bay liên quan
- F9F Panther
- F-11 Tiger

### Máy bay tương tự
- F3H Demon
- F4D Skyray

### Trình tự thiết kế
Trình tự Hải quân trước năm 1962:
- F6F - F7F - F8F - F9F Panther/F9F Cougar - XF10F - F11F - XF12F

Trình tự thống nhất (sau năm 1962):
- F-6 - F-7 - F-8 - F-9 Panther/F-9 Cougar - F-10 - F-11 - YF-12

### Danh sách liên quan
- Danh sách máy bay chiến đấu
- Danh sách máy bay quân sự Hoa Kỳ